# Station Krzepów
Station Krzepów is een spoorwegstation in de Poolse plaats Głogów.